# 老庄镇 (城固县)
老庄镇，是中华人民共和国陕西省汉中市城固县下辖的一个乡镇级行政单位。

## 行政区划
老庄镇下辖以下地区：
朱家坎村、老庄村、史刘湾村、潮溪河村、景家山村、双井村、徐家村、彭吴张村、鲁家庄村、潘张付村、瓦渣庙村、赵家坡村、杨家坡村、吕王河村、熊家营村、谢何村、丁家湾村、广家巷村、杨家营村、羊吼院村、毕家河村、双庙村、红花村和大木厂村。